# فيومي ساكاموتو
فيومي ساكاموتو (باليابانية: 坂本冬美؛ بالكانا: さかもと ふゆみ) هي مغنية يابانية، ولدت في 30 مارس 1967 في كاميتوندا في اليابان.

## وصلات خارجية
- الموقع الرسمي
- فيومي ساكاموتو على موقع IMDb (الإنجليزية)
- فيومي ساكاموتو على موقع ميوزك برينز (الإنجليزية)
- فيومي ساكاموتو على موقع أول ميوزيك (الإنجليزية)
- فيومي ساكاموتو على موقع ديسكوغز (الإنجليزية)
- فيومي ساكاموتو على موقع قاعدة بيانات الفيلم (الإنجليزية)
- فيومي ساكاموتو على موقع ANN person (الإنجليزية)